# 哈特勒斯
哈特勒斯（羅馬化：Hāthras 讀音ⓘ）是印度北方邦哈特勒斯县的一个城镇。总人口123243（2001年）。

## 人口
该地2001年总人口123243人，其中男性65908人，女性57335人；0—6岁人口17630人，其中男9418人，女8212人；识字率59.72%，其中男性为65.51%，女性为53.05%。